# Live Wires (film 1922)
Live Wires è un cortometraggio muto del 1922 scritto e diretto da Alf Goulding.

## Produzione
Il film fu prodotto dalla Century Comedies (Century Film).

## Distribuzione
Distribuito dall'Universal Film Manufacturing Company, il film - un cortometraggio in due bobine - uscì nelle sale cinematografiche USA il 5 luglio 1922.